# Veliki Nóvgorod
Veliki Nóvgorod (del ruso: Вели́кий Но́вгород), también conocido como Nóvgorod el Grande o simplemente Nóvgorod, es una ciudad de la Federación de Rusia, situada a 190 km al sureste de San Petersburgo, a orillas del río Vóljov tras desaguar del lago Ilmen. Es capital de la óblast homónima, con una población de unos 232 200 habitantes (censo de 2004). Hasta el año 1478 la ciudad era llamada Gospodín Veliki Nóvgorod (Господи́н Вели́кий Но́вгород, ‘Señor Nóvgorod el Grande’). Luego, hasta 1999 su nombre oficial era Nóvgorod (Новгород).
Es mencionada por primera vez en el año 856, siendo, junto con Moscú y Kiev, una de las ciudades más importantes de Europa oriental durante la Edad Media, y el único principado que escapó del dominio mongol tras la invasión mongola de la Rus de Kiev.
No debe ser confundida con Nizhni Nóvgorod, capital del óblast homónimo y del distrito federal del Volga.

## Historia

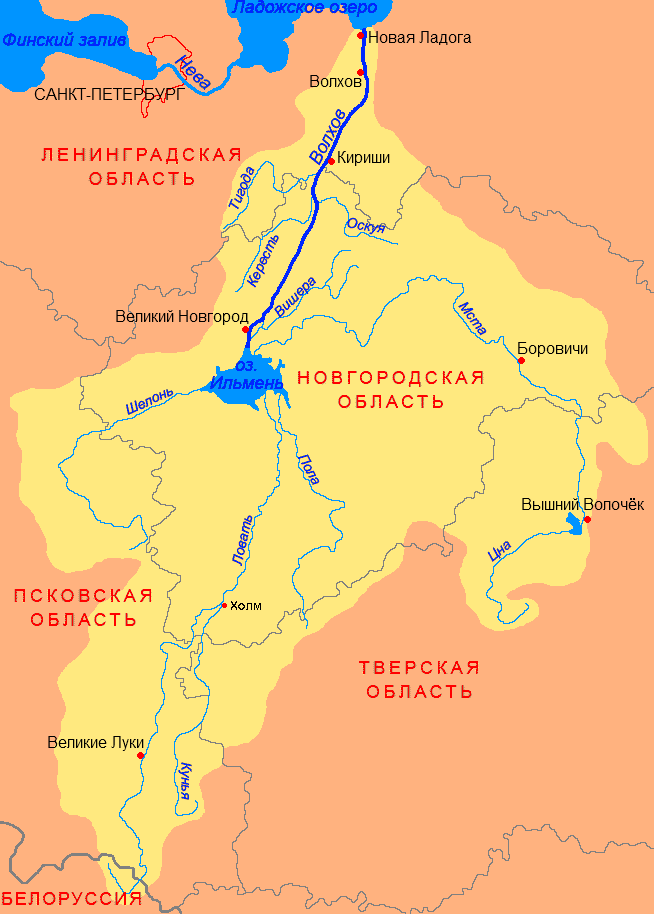
Mapa en ruso del lago Ilmen (Ильмень) y el río Vóljov (Во́лхов), en el que aparece en la orilla izquierda del curso alto del río, Veliki Nóvgorod (Великий Нoвгород)

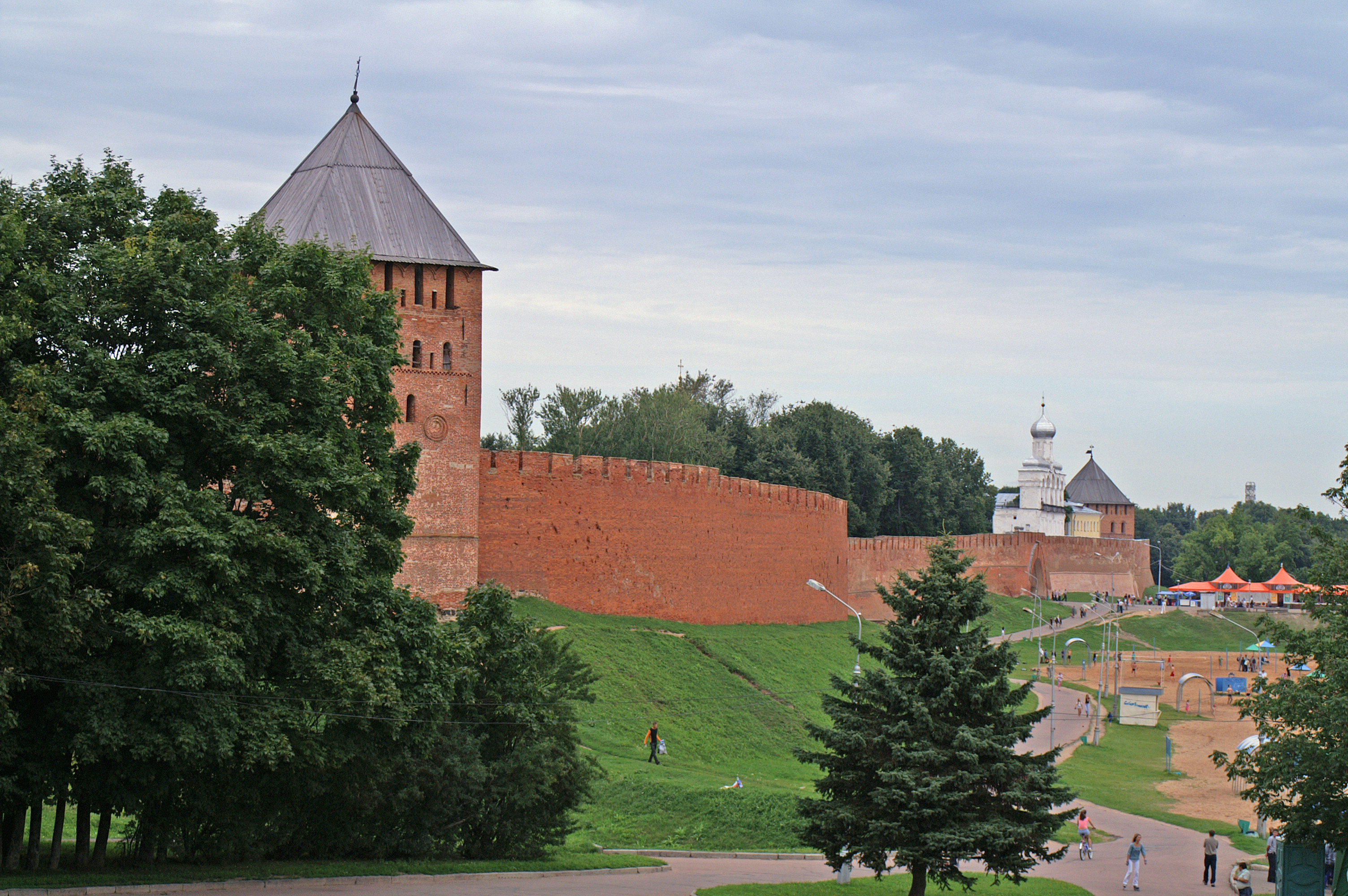
Kremlin de Nóvgorod

Emergiendo como el centro político de pueblos eslavos y fino-ugrios en la mitad del siglo X, la historia de Nóvgorod está estrechamente enlazada con todos los acontecimientos importantes de la vida del Estado ruso. En la época cuando el estado Ruso se iba formando, los novgorodenses invitaron al príncipe Riúrik para hacer orden y ley. Desde Rúrik nació la famosa dinastía de los zares rusos, que gobernaron en Rusia más de 750 años. A principios del siglo X la compañía militar de los príncipes de Nóvgorod contra Constantinopla para proteger las relaciones comerciales iguales con Bizancio resultaron la integración de las tribus eslavas orientales en la Rus de Kiev.
La adopción del cristianismo en el siglo X trasformó Nóvgorod en un fuerte centro eclesiástico. Los esfuerzos del obispo de Nóvgorod de extender y desarrollar el cristianismo ortodoxo fueron agradecidos en la mitad del siglo XII, siendo que en nuestros días el arzobispo de Nóvgorod es una de las principales figuras de la Iglesia ortodoxa rusa.
A Nóvgorod se la considera en la Rusia moderna como el lugar donde nacen los valores republicanos y democráticos actuales. Durante más de seis siglos y hasta 1478 todas las decisiones vitales en su vida y política exterior fueron tomadas por el "veche", un antiguo parlamento constituido por los representantes de las familias aristocráticas de Nóvgorod. Finalmente todo el pueblo de Nóvgorod tomaba parte en el veche.
Nóvgorod era uno de los mayores centros de literatura y producción de libros en la Rusia antigua. El Nóvgorod medieval era uno de los centros artísticos más importantes de Europa. Sus tradiciones arquitectónicas, sus escuelas de pintura de iconos, sus joyerías y su arte decorativo aplicado eran famosos por todo el mundo.
En esta ciudad se encuentran la catedral de San Nicolás y la catedral de Santa Sofía de Nóvgorod. Esta ciudad cuenta con un Kremlin que fue construido durante el reinado de Yaroslav I el Sabio y fue mencionado por primera vez en las crónicas del año 1044. La urbe cuenta también en su interior con la ciudadela más vieja de Rusia, situada en el corazón de la ciudad, además de ser un centro cultural y religioso.
Según la leyenda, durante la conquista de la ciudad por parte de las tropas moscovitas de Iván el Terrible, una paloma se posó en lo alto de la cruz que corona el domo dorado de la catedral de Santa Sofía. Al ver los horrores cometidos por las tropas moscovitas, la paloma se quedó petrificada sobre la cruz. Según esta leyenda, cuando la paloma cayese, Nóvgorod sucumbiría. Según la historiografía rusa, dicha paloma cayó cuando la Wehrmacht tomó Nóvgorod durante la Segunda Guerra Mundial. Tras la ocupación de la ciudad, en la que intervinieron (entre otros) voluntarios españoles de la División Azul, la cruz fue llevada por éstos a España. Finalmente, el 16 de noviembre de 2004 fue oficialmente devuelta por el ministro de Defensa español, José Bono, a la Iglesia ortodoxa rusa, se exhibe actualmente en el interior de la catedral, habiéndose colocado en lo alto de la cúpula una reproducción.

## Patrimonio de la Humanidad
Monumentos históricos de Nóvgorod y sus alrededores es un conjunto del Patrimonio de la Humanidad que incluye una serie de monumentos medievales en y alrededor de la ciudad de Veliki Nóvgorod, Rusia. El sitio fue inscrito en 1992. La descripción del bien que recoge la Unesco es la siguiente:

Situada en la antigua ruta comercial entre el Asia Central y Europa Septentrional, Novgorod fue la primera capital de Rusia en el siglo IX. Con sus numerosas iglesias y monasterios, esta ciudad fue un centro importante de la vida espiritual ortodoxa y de la arquitectura rusa. Sus monumentos medievales y los frescos ejecutados en el siglo XIV por Teófanes el Griego, el maestro de Andrei Rublev, ilustran el extraordinario desarrollo alcanzado por la arquitectura y la creación artística de la época.
Monumentos históricos de Novgorod y sus alrededores

| N.º ID. |  | Elemento | Cооrdenadas |
| ------- |  | --- | ----------- |
| 604-001 |  | Centro histórico de Nóvgorod (oeste) y Kremlin de Nóvgorod                                                               |             |
| 604-002 |  | Centro histórico de Nóvgorod (este) con el conjunto de la Corte de Yaroslav y Monasterio de Nuestra Señora del Signo     |             |
| 604-003 |  | Monasterio de Zverin y sus alrededores                                                                                   |             |
| 604-004 |  | Monasterio de San Antonio                                                                                                |             |
| 604-005 |  | Iglesia de la Natividad en el Campo                                                                                      |             |
| 604-006 |  | Iglesia de Nereditsa (de 1198)                                                                                           |             |
| 604-007 |  | Restos de la Iglesia de la Anunciación en Gorodishche                                                                    |             |
| 604-008 |  | Monasterio de Peryn |             |
| 604-009 |  | Monasterio de Yuriev |             |
| 604-010 |  | Iglesias en el lago Myachino: Iglesia de San Juan el Misericordioso en Myachina e Iglesia de la Resurrección en Myachina |             |
| 604-011 |  | Iglesia de San Pedro y San Pablo en el Monte Shinichi (en Silnische) (1185-1192)                                         |             |

## Hermanamientos
- Bielefeld (Alemania)
- Estrasburgo (Francia)
- Moss (Noruega)
- Nanterre (Francia)
- Rochester (Estados Unidos)
- Uusikaupunki (Finlandia)
- Valga (Estonia)
- Watford (Reino Unido)
- Zibo (China)